# دنیس ولک-کاراچفسکی
دنیس ولک-کاراچفسکی (اوکراینی: Волк-Карачевский Денис Сергеевич؛ زادهٔ ۲۴ اوت ۱۹۷۹) بازیکن فوتبال اهل اوکراین است.